# Maria Anna Donati
Maria Anna Donati, in religione Celestina della Madre di Dio (Marradi, 26 ottobre 1848 – Firenze, 18 marzo 1925), è stata una religiosa italiana, fondatrice delle Figlie Povere di San Giuseppe Calasanzio, beatificata nel 2008.

## Biografia
Figlia di un magistrato del granducato di Toscana, in gioventù passò un periodo presso le monache vallombrosane, ma l'opposizione del padre le impedì di abbracciare la vita religiosa.
Si pose sotto la direzione spirituale dello scolopio Celestino Zini, ispirato dal quale aprì una scuola gratuita per fanciulle.
Nel 1889 fondò a Firenze una congregazione femminile per l'educazione dei fanciulli, specie dei più poveri, degli abbandonati e dei figli dei carcerati: la Donati adottò il nome religioso di Celestina, in onore del suo padre spirituale.
Morì a Firenze nel 1925.

## Il culto
La sua causa di canonizzazione venne introdotta nel 1982: dichiarata venerabile nel 1998, è stata proclamata beata per decreto di papa Benedetto XVI il 30 marzo 2008.
La sua memoria liturgica ricorre il 18 marzo.